# Saison 2009-2010 du LOSC Lille Métropole
Maillots
Chronologie
Saison précédente Saison suivante
La saison 2009-2010 du LOSC Lille Métropole voit le club évoluer en championnat de France de football.
L'avant-saison commence par un coup de tonnerre : malgré sa bonne première saison au club en tant qu'entraîneur (5e place de championnat et qualification pour la première édition de Ligue Europa), Rudi Garcia est licencié. Après quelques jours d'atermoiements et la démonstration du désaccord des supporters du club, le conseil d'administration du club et son président Michel Seydoux décide de faire machine arrière en réintégrant Rudi Garcia qui voit son contrat prolongé alors que le directeur général du club, Xavier Thuilot, est lui licencié. Ce réarrangement de l'organigramme donne à Michel Seydoux le fauteuil de président directeur général du club lillois.
Des changements sont également effectués dans l'encadrement sportif du club avec le départ de Pascal Plancque, entraineur responsable de l'équipe de CFA du club et de Vincent Espié, le préparateur physique. Ils sont remplacés respectivement par Rachid Chihab, jusqu'alors responsable de l'équipe des -18 ans, et par Grégory Dupont, ancien préparateur du club qui revient après s'être expatrié au Celtic Glasgow. Rudi Garcia est épaulé par un nouvel adjoint en la personne de Claude Fichaux, en provenance du RC Strasbourg, et toujours par son fidèle adjoint Frédéric Bompard.
Du côté des joueurs, les dirigeants du club restent inflexibles aux sollicitations et aux envies de départ de certains joueurs (Adil Rami, Ludovic Obraniak), mais cèdent quand même leur meilleur élément de la saison précédente, le brésilien Michel Bastos parti rejoindre la colonie d'anciens lillois établis à l'Olympique lyonnais. Du côté des arrivées, le gardien international français Mickaël Landreau arrive en provenance du Paris SG, mais se blesse (ligaments du genou) lors de la première semaine d'entrainement avec son nouveau club et manque le premier tiers de la saison. L'attaquant Pierre-Emerick Aubameyang est prêté par le Milan AC pour une saison et le milieu offensif ivoirien Gervinho arrive en provenance du Mans.

## Transferts

### Période Estivale

#### Départs
| Joueur            | Nationalité | Poste                      | Club               | Pays     | Division           | Situation                            |
| Cris Makiese      | France      | Attaquant                  | SV Zulte-Waregem   | Belgique | Jupiler League     | Transfert définitif                  |
| Jérémy Taravel    | France      | Défenseur central          | SV Zulte-Waregem   | Belgique | Jupiler League     | Transfert définitif                  |
| Badis Lebbihi     | France      | Défenseur central?         | SV Zulte-Waregem   | Belgique | Jupiler League     | Transfert                            |
| Souleymane Youla  | Guinée      | Attaquant                  | Eskişehirspor      | Turquie  | Turkcell Süper Lig | Transfert définitif                  |
| Grégory Tafforeau | France      | Défenseur (arrière gauche) | SM Caen            | France   | Ligue 2            | Libéré                               |
| Grégory Malicki   | France      | Gardien de but             | Dijon FCO          | France   | Ligue 2            | Libéré                               |
| Michel Bastos     | Brésil      | Milieu offensif, gauche    | Olympique lyonnais | France   | Ligue 1            | Transfert (18 millions d'€ + bonus?) |
| Nicolas Fauvergue | France      | Attaquant                  | RC Strasbourg      | France   | Ligue 2            | Prêté                                |
| Luis Yanes        | Colombie    | Milieu offensif, droit     | Cúcuta Deportivo   | Colombie | Copa Mustang       | Libéré                               |
| Cédric Baseya     | France      | Attaquant                  | Le Havre AC        | France   | Ligue 2            | Prêté                                |
| Peter Franquart   | France      | Défenseur central          | Charleroi          | Belgique | Jupiler League     | Prêté                                |

#### Arrivées
| Joueur                    | Nationalité         | Poste             | Club          | Pays    | Division | Situation                                |
| Ladislas Douniama         | République du Congo | Attaquant         | US Orléans    | France  | CFA      | Libre                                    |
| Pierre-Emerick Aubameyang | Gabon               | Attaquant         | AC Milan      | Italie  | Série A  | Prêt avec Option d'Achat                 |
| Larsen Touré              | France              | Attaquant         | Grenoble Foot | France  | Ligue 1  | Retour de prêt                           |
| Peter Franquart           | France              | Défenseur central | Le Havre AC   | France  | Ligue 1  | Retour de prêt                           |
| Ludovic Butelle           | France              | Gardien de but    | Valence CF    | Espagne | Liga     | Transfert définitif (libéré par Valence) |
| Mickaël Landreau          | France              | Gardien de but    | Paris SG      | France  | Ligue 1  | Transfert (2 millions d'€)               |
| Gervinho                  | Côte d'Ivoire       | Attaquant         | Le Mans UC    | France  | Ligue 1  | Transfert (un peu - de 8 millions d'€)   |
| Barel Mouko               | République du Congo | Gardien de but    | FC Gueugnon   | France  | National | Libre                                    |

### Période Hivernale

#### Départs
| Joueur        | Nationalité | Poste     | Club             | Pays     | Division           | Situation           |
| Róbert Vittek | Slovaquie   | Attaquant | Ankaragücü       | Turquie  | Süperlig           | Prêt                |
| Emil Lyng     | Danemark    | Attaquant | SV Zulte-Waregem | Belgique | Jupiler League     | Prêt                |
| Marko Marić   | Croatie     | Milieu    | Skoda Xanthi     | Grèce    | Superleague Ellàda | Transfert définitif |

#### Arrivées
| Joueur        | Nationalité | Poste             | Club          | Pays      | Division     | Situation |
| Ricardo Costa | Portugal    | Défenseur central | VfL Wolfsburg | Allemagne | Bundesliga 1 | Prêt      |

## Effectif 2009/2010

### Dirigeants
- Président-directeur général (PDG) :  Michel Seydoux
- Conseil sportif du président :  Jean-Michel Vandamme
- Directeur général adjoint :  Frédéric Paquet (administratif et sportif)
- Directeur général adjoint :  Jérôme Lestir (finances, marketing et communication)
- Directeur général adjoint :  Didier De Climmer (opérations)
- Directeur centre de formation :  Jean-Michel Vandamme

### Staff technique
- Entraîneur :  Rudi Garcia[11]
- Entraîneur adjoint :  Frédéric Bompard (adjoint principal de Rudi Garcia qui a pour habitude de regarder la première période en tribune avant de rejoindre le vestiaire à la mi-temps, puis le banc, où son avis est attendu par Rudi Garcia)
- Entraîneur adjoint :  Claude Fichaux (chargé de la liaison entre le groupe professionnel (nommé « élite » par le staff) et le centre de formation (CFA))
- Entraîneur des gardiens :  Jean-Pierre Mottet
- Responsable Recrutement :  Jean-Luc Buisine
- Médecin :  Dr Franck Legall
- Préparateur physique :  Grégory Dupont

## La saison en un coup d'œil
Légende
|            | Compétition                      | Date         | Équipe hôte          | Score              | Équipe visiteuse     | Class      | Buteurs lillois                      | Passeurs lillois          |
| Année 2009 | Année 2009                       | Année 2009   | Année 2009           | Année 2009         | Année 2009           | Année 2009 | Année 2009                           | Année 2009                |
| ---------- | -------------------------------- | ------------ | -------------------- | ------------------ | -------------------- | ---------- | ------------------------------------ | ------------------------- |
| 1          | Ligue Europa, 3e t. prél. aller  | 30 juillet   | FK Sevojno           | 0 - 2              | LOSC Lille Métropole |            | Vittek, Hazard                       |                           |
| 2          | Ligue Europa, 3e t. prél. retour | 6 août       | LOSC Lille Métropole | 2 - 0              | FK Sevojno           |            | Cabaye, De Melo                      |                           |
| 3          | Championnat J1                   | 9 août       | LOSC Lille Métropole | 1 - 2              | Lorient              | 13e        | c.s.c.                               |                           |
| 4          | Championnat J2                   | 16 août      | Marseille            | 1 - 0              | LOSC Lille Métropole | 16e        |                                      |                           |
| 5          | Ligue Europa, barrages aller     | 20 août      | KRC Genk             | 1 - 2              | LOSC Lille Métropole |            | Dumont, Vittek                       | Mavuba                    |
| 6          | Championnat J3                   | 23 août      | LOSC Lille Métropole | 1 - 1              | Toulouse             | 16e        | Vittek                               |                           |
| 7          | Ligue Europa, barrages retour    | 27 août      | LOSC Lille Métropole | 4 - 2              | KRC Genk             |            | De Melo (x2), Dumont, Hazard         | Gervinho, Aubameyang (x2) |
| 8          | Championnat J4                   | 30 août      | Paris SG             | 3 - 0              | LOSC Lille Métropole | 18e        |                                      |                           |
| 9          | Championnat J5                   | 12 septembre | LOSC Lille Métropole | 1 - 0              | Sochaux              | 16e        | Frau                                 | Debuchy                   |
| 10         | Ligue Europa, Journée 1          | 17 septembre | LOSC Lille Métropole | 1 - 1              | Valence CF           | 3e         | Gervinho                             |                           |
| 11         | Championnat J6                   | 20 septembre | Lens                 | 1 - 1              | LOSC Lille Métropole | 15e        | Rami                                 | Mavuba                    |
| 12         | Championnat J7                   | 26 septembre | LOSC Lille Métropole | 1 - 1              | Nice                 | 17e        | Frau                                 | Gervinho                  |
| 13         | Ligue Europa, Journée 2          | 1er octobre  | SK Slavia Prague     | 1 - 5              | LOSC Lille Métropole | 2e         | Frau, Gervinho (x2), Souquet, c.s.c. | Souquet, Hazard, Vandam   |
| 14         | Championnat J8                   | 4 octobre    | Boulogne-sur-Mer     | 2 - 3              | LOSC Lille Métropole | 13e        | Gervinho, Frau (x2)                  |                           |
| 15         | Championnat J9                   | 17 octobre   | LOSC Lille Métropole | 0 - 0              | Rennes               | 15e        |                                      |                           |
| 16         | Ligue Europa, Journée 3          | 22 octobre   | LOSC Lille Métropole | 3 - 0              | Genoa CFC            | 1er        | Obraniak, Vittek, Hazard             | Vittek                    |
| 17         | Championnat J10                  | 25 octobre   | Auxerre              | 3 - 2              | LOSC Lille Métropole | 15e        | Gervinho, Frau                       | Frau                      |
| 19         | Championnat J12                  | 31 octobre   | Grenoble             | 0 - 2              | LOSC Lille Métropole | 15e        | Cabaye, Gervinho                     | Balmont                   |
| 20         | Ligue Europa, Journée 4          | 5 novembre   | Genoa CFC            | 3 - 2              | LOSC Lille Métropole | 1er        | Frau, Gervinho                       |                           |
| 21         | Championnat J13                  | 8 novembre   | LOSC Lille Métropole | 2 - 0              | Bordeaux             | 14e        | Cabaye, Balmont                      |                           |
| 22         | Championnat J14                  | 21 novembre  | Montpellier          | 2 - 0              | LOSC Lille Métropole | 14e        |                                      |                           |
| 23         | Championnat J15                  | 28 novembre  | LOSC Lille Métropole | 4 - 0              | Valenciennes         | 14e        | Frau, Gervinho (x2), Cabaye          | Cabaye, Obraniak          |
| 24         | Ligue Europa, Journée 5          | 2 décembre   | Valence CF           | 3 - 1              | LOSC Lille Métropole | 2e         | Chedjou                              |                           |
| 25         | Championnat J16                  | 5 décembre   | LOSC Lille Métropole | 4 - 3              | Lyon                 | 10e        | Frau, Gervinho (x2), Cabaye          | Mavuba, Hazard            |
| 18         | Championnat J11                  | 10 décembre  | LOSC Lille Métropole | 4 - 0              | Saint-Étienne        | 8e         | Frau, Gervinho, Cabaye, Rami         | Mavuba                    |
| 26         | Championnat J17                  | 13 décembre  | Monaco               | 0 - 4              | LOSC Lille Métropole | 7e         | De Melo (x2), Cabaye, Aubameyang     | Dumont, Cabaye, Frau      |
| 27         | Ligue Europa, Journée 6          | 17 décembre  | LOSC Lille Métropole | 3 - 1              | SK Slavia Prague     | 2e         | Cabaye, Gervinho, Obraniak           | Frau, Balmont             |
| 28         | Championnat J18                  | 20 décembre  | LOSC Lille Métropole | 3 - 0              | Le Mans              | 3e         | Chedjou, Gervinho, Hazard            | Hazard (x2)               |
| 29         | Championnat J19                  | 23 décembre  | AS Nancy-Lorraine    | 0 - 4              | LOSC Lille Métropole | 2e         | Gervinho (x2), Hazard, Frau          | Gervinho, Hazard          |
| Année 2010 |                                  |              |                      |                    |                      |            |                                      |                           |
| 30         | Coupe de la Ligue 1/8 de finale  | 13 janvier   | LOSC Lille Métropole | 3 - 1 (a.p.)       | Rennes               |            | Rami, De Melo, Hazard                |                           |
| 31         | Championnat J20                  | 16 janvier   | LOSC Lille Métropole | 3 - 1              | Paris SG             | 2e         | Obraniak, Balmont, Béria             | Cabaye (x2), Obraniak     |
| 32         | Championnat J21                  | 20 janvier   | Sochaux              | 2 - 1              | LOSC Lille Métropole | 3e         | Vittek                               | Hazard                    |
| 33         | Coupe de France 32e de finale    | 23 janvier   | Colmar (CFA)         | 0 - 0 (10-9 t.a.b) | LOSC Lille Métropole |            |                                      |                           |
| 34         | Coupe de la Ligue 1/4 de finale  | 27 janvier   | Marseille            | 2 - 1              | LOSC Lille Métropole |            | De Melo                              | Hazard                    |
| 35         | Championnat J22                  | 30 janvier   | LOSC Lille Métropole | 1 - 0              | Lens                 | 3e         | Hazard                               | Gervinho                  |
| 36         | Championnat J23                  | 6 février    | Nice                 | 1 - 1              | LOSC Lille Métropole | 3e         | De Melo                              | Cabaye                    |
| 37         | Championnat J24                  | 13 février   | LOSC Lille Métropole | 3 - 1              | Boulogne-sur-Mer     | 3e         | Obraniak(x2), Rami                   | Cabaye(x2), Balmont       |
| 38         | Ligue Europa, 16e de F. aller    | 18 février   | LOSC Lille Métropole | 2 - 1              | Fenerbahçe           |            | Balmont, Frau                        | Frau                      |
| 39         | Championnat J25                  | 21 février   | Rennes               | 1 - 2              | LOSC Lille Métropole | 3e         | Frau, Aubameyang                     |                           |
| 40         | Ligue Europa, 16e de F. retour   | 25 février   | Fenerbahçe           | 1 - 1              | LOSC Lille Métropole |            | Rami                                 | Obraniak                  |
| 41         | Championnat J26                  | 28 février   | LOSC Lille Métropole | 1 - 2              | Auxerre              | 5e         | Hazard                               |                           |
| 42         | Championnat J27                  | 6 mars       | Saint-Étienne        | 1 - 1              | LOSC Lille Métropole | 5e         | Dumont                               |                           |
| 43         | Ligue Europa, 8e de F. aller     | 11 mars      | LOSC Lille Métropole | 1 - 0              | Liverpool            |            | Hazard                               |                           |
| 44         | Championnat J28                  | 13 mars      | LOSC Lille Métropole | 1 - 0              | Grenoble             | ?e         | c.s.c                                |                           |
| 45         | Ligue Europa, 8e de F. retour    | 11 mars      | Liverpool            | 3 - 0              | LOSC Lille Métropole |            |                                      |                           |
| 46         | Championnat J29                  | 20 mars      | Bordeaux             | 3 - 1              | LOSC Lille Métropole | ?e         | Hazard                               | Balmont                   |
| 47         | Championnat J30                  | 28 mars      | LOSC Lille Métropole | 4 - 1              | Montpellier          | ?e         | Gervinho, Cabaye, Frau, Touré        | Hazard (x2)               |
| 48         | Championnat J31                  | 3 avril      | Valenciennes         | 1 - 0              | LOSC Lille Métropole | ?e         |                                      |                           |
| 49         | Championnat J32                  | 10 avril     | Lyon                 | 1 - 1              | LOSC Lille Métropole | ?e         | Frau                                 |                           |
| 50         | Championnat J33                  | 17 avril     | LOSC Lille Métropole | 4 - 0              | Monaco               | ?e         | Chedjou, Cabaye (x2), De Melo        |                           |
| 51         | Championnat J34                  | 24 avril     | Le Mans              | 1 - 2              | LOSC Lille Métropole | ?e         | De Melo, Cabaye                      |                           |
| 52         | Championnat J35                  | 2 mai        | LOSC Lille Métropole | 3 - 1              | Nancy                | ?e         | Gervinho, Frau, Cabaye               | Hazard, Balmont           |
| 51         | Championnat J36                  | 5 mai        | Toulouse             | 0 - 2              | LOSC Lille Métropole | 2e         | Cabaye, Obraniak                     | De Melo                   |
| 53         | Championnat J37                  | 8 mai        | LOSC Lille Métropole | 3 - 2              | Marseille            | 2e         | Cabaye, De Melo, Debuchy             | Obraniak (x2)             |
| 54         | Championnat J38                  | 15 mai       | Lorient              | 2 - 1              | LOSC Lille Métropole | ?e         | Costa                                |                           |

## Matchs

### Ligue 1
Source : LFP.fr

#### Classement
Extrait du classement de Ligue 1 2009-2010
| Rang | Équipe                 | Pts | J  | G  | N  | P  | Bp | Bc | Diff |
| --- | ---------------------- | --- | -- | -- | -- | -- | -- | -- | ---- |
| 1 | Olympique de Marseille | 78  | 38 | 23 | 9  | 6  | 69 | 36 | +33  |
| 2 | Olympique lyonnais     | 72  | 38 | 20 | 12 | 6  | 64 | 38 | +26  |
| 3 | AJ Auxerre             | 71  | 38 | 20 | 11 | 7  | 42 | 29 | +13  |
| 4 | LOSC Lille Métropole   | 70  | 38 | 21 | 7  | 10 | 72 | 40 | +32  |
| 5 | Montpellier HSC        | 69  | 38 | 20 | 9  | 9  | 50 | 40 | +10  |
| 6 | Girondins de Bordeaux  | 64  | 38 | 19 | 7  | 12 | 58 | 40 | +18  |
| - Phase de groupes de la Ligue des Champions 2010-2011 - Barrages de la Ligue des Champions 2010-2011 - Barrages de la Ligue Europa 2010-2011 - Troisième tour préliminaire de la Ligue Europa 2010-2011 |                        |     |    |    |    |    |    |    |      |

### Ligue Europa
Source : UEFA.com

### Coupe de France
Source : LOSC.fr

### Coupe de la Ligue
Source : LFP.fr
Du fait de sa présence dans l'une des coupes d'Europe, le LOSC est exempt des quatre tours de qualification et débute en huitièmes de finale.

### Matchs amicaux
Source : LOSC.fr + Voixdessports.com

## Statistiques
Dernière mise à jour : 16 mai 2010, après fin du championnat

### Buteurs
Le LOSC termine meilleure attaque de la ligue 1.
| Joueur                    | Total | Championnat | Coupe de France | Coupe de la Ligue | Ligue Europa |
| ------------------------- | ----- | ----------- | --------------- | ----------------- | ------------ |
| Gervinho                  | 18    | 13          | 0               | 0                 | 5            |
| Pierre-Alain Frau         | 16    | 13          | 0               | 0                 | 3            |
| Yohan Cabaye              | 15    | 13          | 0               | 0                 | 2            |
| Eden Hazard               | 10    | 5           | 0               | 1                 | 4            |
| Túlio de Melo             | 11    | 6           | 0               | 2                 | 3            |
| Ludovic Obraniak          | 6     | 4           | 0               | 0                 | 2            |
| Róbert Vittek             | 5     | 2           | 0               | 0                 | 3            |
| Adil Rami                 | 4     | 3           | 0               | 1                 | 1            |
| Aurélien Chedjou          | 3     | 2           | 0               | 0                 | 1            |
| Florent Balmont           | 2     | 2           | 0               | 0                 | 0            |
| Stéphane Dumont           | 3     | 1           | 0               | 0                 | 2            |
| Arnaud Souquet            | 1     | 0           | 0               | 0                 | 1            |
| Pierre-Emerick Aubameyang | 2     | 2           | 0               | 0                 | 0            |
| Franck Béria              | 1     | 1           | 0               | 0                 | 0            |
| Larsen Touré              | 1     | 1           | 0               | 0                 | 0            |
| Mathieu Debuchy           | 1     | 1           | 0               | 0                 | 0            |
| Ricardo Costa             | 1     | 1           | 0               | 0                 | 0            |
| c.s.c.                    | 3     | 2           | 0               | 0                 | 1            |
| Total                     | 105   | 72          | 0               | 4                 | 29           |

### Passeurs
| Joueur                    | Total | Championnat | Coupe de France | Coupe de la Ligue | Ligue Europa |
| ------------------------- | ----- | ----------- | --------------- | ----------------- | ------------ |
| Eden Hazard               | 9     | 8           | 0               | 0                 | 1            |
| Yohan Cabaye              | 7     | 7           | 0               | 0                 | 0            |
| Ludovic Obraniak          | 7     | 6           | 0               | 0                 | 1            |
| Gervinho                  | 5     | 4           | 0               | 0                 | 1            |
| Florent Balmont           | 4     | 3           | 0               | 0                 | 1            |
| Rio Mavuba                | 3     | 3           | 0               | 0                 | 0            |
| Pierre-Alain Frau         | 3     | 2           | 0               | 0                 | 1            |
| Pierre-Emerick Aubameyang | 2     | 0           | 0               | 0                 | 2            |
| Jerry Vandam              | 1     | 0           | 0               | 0                 | 1            |
| Mathieu Debuchy           | 1     | 1           | 0               | 0                 | 0            |
| Arnaud Souquet            | 1     | 0           | 0               | 0                 | 1            |
| Róbert Vittek             | 1     | 0           | 0               | 0                 | 1            |
| Stéphane Dumont           | 1     | 1           | 0               | 0                 | 0            |
| Aurélien Chedjou          | 1     | 0           | 0               | 1                 | 0            |
| Franck Béria              | 1     | 1           | 0               | 0                 | 0            |
| Túlio de Melo             | 1     | 1           | 0               | 0                 | 0            |
| Total                     | 48    | 37          | 0               | 1                 | 10           |

### Cartons jaunes
| Joueur                    | Total | Championnat | Coupe de France | Coupe de la Ligue | Ligue Europa |
| ------------------------- | ----- | ----------- | --------------- | ----------------- | ------------ |
| Florent Balmont           | 16    | 12          | 0               | 0                 | 4            |
| Adil Rami                 | 12    | 10          | 0               | 0                 | 2            |
| Franck Béria              | 10    | 8           | 0               | 1                 | 1            |
| Rio Mavuba                | 9     | 9           | 0               | 0                 | 0            |
| Yohan Cabaye              | 9     | 4           | 0               | 1                 | 4            |
| Mathieu Debuchy           | 7     | 4           | 0               | 1                 | 2            |
| Aurélien Chedjou          | 8     | 6           | 0               | 0                 | 2            |
| Gervinho                  | 5     | 4           | 0               | 0                 | 1            |
| Ludovic Obraniak          | 4     | 1           | 0               | 0                 | 3            |
| Eden Hazard               | 4     | 3           | 0               | 0                 | 1            |
| Ludovic Butelle           | 3     | 1           | 0               | 0                 | 2            |
| Túlio de Melo             | 3     | 2           | 1               | 0                 | 0            |
| Emerson                   | 2     | 2           | 0               | 0                 | 0            |
| Mickaël Landreau          | 2     | 1           | 0               | 0                 | 1            |
| Pierre-Alain Frau         | 1     | 1           | 0               | 0                 | 0            |
| Stéphane Dumont           | 1     | 0           | 0               | 0                 | 1            |
| Jerry Vandam              | 1     | 0           | 0               | 0                 | 1            |
| Nicolas Plestan           | 1     | 0           | 0               | 0                 | 1            |
| Larsen Touré              | 2     | 0           | 1               | 0                 | 1            |
| Ricardo Costa             | 3     | 3           | 0               | 0                 | 0            |
| Pierre-Emerick Aubameyang | 1     | 1           | 0               | 0                 | 0            |
| Idrissa Gueye             | 1     | 0           | 1               | 0                 | 0            |
| Total                     | 101   | 69          | 2               | 3                 | 27           |

### Cartons rouges
| Joueur          | Total | Championnat | Coupe de France | Coupe de la Ligue | Ligue Europa |
| --------------- | ----- | ----------- | --------------- | ----------------- | ------------ |
| Ricardo Costa   | 2     | 2           | 0               | 0                 | 0            |
| Nicolas Plestan | 1     | 0           | 0               | 0                 | 1            |
| Mathieu Debuchy | 1     | 1           | 0               | 0                 | 0            |
| Yohan Cabaye    | 1     | 1           | 0               | 0                 | 0            |
| Total           | 5     | 4           | 0               | 0                 | 1            |

### Temps de jeu
| Joueur                    | Total temps | Total matchs | Championnat   | Coupe de France | Coupe de la Ligue | Ligue Europa  |
| ------------------------- | ----------- | ------------ | ------------- | --------------- | ----------------- | ------------- |
| Adil Rami                 | 4396 min    | 49           | 34 (3016 min) | 0               | 2 (210 min)       | 13 (1170 min) |
| Rio Mavuba                | 4155 min    | 50           | 35 (2944 min) | 0               | 2 (210 min)       | 13 (1001 min) |
| Franck Béria              | 4055 min    | 48           | 33 (2755 min) | 0               | 2 (210 min)       | 13 (1090 min) |
| Florent Balmont           | 4053 min    | 48           | 35 (3025 min) | 0               | 1 (120 min)       | 12 (908 min)  |
| Eden Hazard               | 3711 min    | 52           | 37 (2680 min) | 1 (55 min)      | 2 (120 min)       | 12 (826 min)  |
| Yohan Cabaye              | 3475 min    | 46           | 32 (2539 min) | 0               | 2 (176 min)       | 12 (760 min)  |
| Aurélien Chedjou          | 3439 min    | 42           | 31 (2449 min) | 0               | 0                 | 11 (990 min)  |
| Mickaël Landreau          | 3360 min    | 37           | 28 (2520 min) | 0               | 2 (210 min)       | 7 (630 min)   |
| Mathieu Debuchy           | 3116 min    | 38           | 31 (2673 min) | 0               | 2 (160 min)       | 5 (283 min)   |
| Gervinho                  | 3009 min    | 43           | 32 (2465 min) | 0               | 0                 | 11 (544 min)  |
| Emerson                   | 2751 min    | 37           | 23 (1506 min) | 0               | 2 (210 min)       | 12 (1035 min) |
| Pierre-Alain Frau         | 2734 min    | 45           | 34 (2116 min) | 0               | 2 (131 min)       | 9 (487 min)   |
| Ludovic Obraniak          | 2375 min    |              | 29 (1625 min) | 1 (65 min)      | 2 (159 min)       | 8 (526 min)   |
| Stéphane Dumont           | 1706 min    | 34           | 23 (922 min)  | 1 (120 min)     | 0                 | 10 (664 min)  |
| Ludovic Butelle           | 1650 min    | 18           | 10 (900 min)  | 0               | 1 (120 min)       | 7 (630 min)   |
| Túlio de Melo             | 1449 min    | 27           | 20 (960 min)  | 1 (87 min)      | 2 (188 min)       | 4 (214 min)   |
| Róbert Vittek             | 1081 min    | 22           | 12 (390 min)  | 1 (120 min)     | 1 (22 min)        | 8 (549 min)   |
| Pierre-Emerick Aubameyang | 1022 min    | 24           | 14 (503 min)  | 0               | 1 (19 min)        | 9 (500 min)   |
| Jerry Vandam              | 768 min     | 17           | 8 (169 min)   | 1 (120 min)     | 1 (90 min)        | 7 (389 min)   |
| Ricardo Costa             | 698 min     | 10           | 10 (698 min)  | 0               | 0                 | 0             |
| Larsen Touré              | 584 min     | 24           | 14 (237 min)  | 1 (80 min)      | 2 (51 min)        | 7 (216 min)   |
| Nicolas Plestan           | 482 min     | 6            | 5 (392 min)   | 0               | 0                 | 1 (90 min)    |
| Arnaud Souquet            | 255 min     | 3            | 1 (45 min)    | 1 (120 min)     | 0                 | 1 (90 min)    |
| Idrissa Gueye             | 120 min     | 1            | 0             | 1 (120 min)     | 0                 | 0             |
| Jonathan Rivierez         | 120 min     | 1            | 0             | 1 (120 min)     | 0                 | 0             |
| Pape Souaré               | 120 min     | 1            | 0             | 1 (120 min)     | 0                 | 0             |
| Yanis Salibur             | 33 min      | 1            | 0             | 1 (33 min)      | 0                 | 0             |

Total : 27 joueurs utilisés.
Le calcul considère 90 minutes par match ou 120 en cas de prolongations ou tirs au but.